# Le Sers (Tunisie)
Pour les articles homonymes, voir Sers.
Le Sers ou Sers (arabe : السرس) est une ville du Haut-Tell, dans le Nord-Ouest de la Tunisie, située à une trentaine de kilomètres à l'est du Kef.
Rattachée administrativement au gouvernorat du Kef, elle constitue une municipalité comptant 12 108 habitants en 2014.

## Géographie
Chef-lieu de la délégation du même nom, son activité économique est essentiellement dominée par l'agriculture (notamment la céréaliculture).
Elle est située au pied du djebel Maïza (887 m) qui fait partie de la dorsale tunisienne.
La ville dispose d'une gare desservie par la ligne reliant Tunis au Kef et à Kalâat Khasba.

## Histoire
La région est habitée dès l'Antiquité préromaine, comme l'indique le site à dolmens des mégalithes d'Ellès situé à seize kilomètres au Sud de la ville.
Numide, faisant partie du royaume massyle, la région est fortement urbanisée, comme le montrent par exemple les ruines de la ville antique d'Assuras (actuelle Zanfour), devenue plus tard  colonie romaine,, à cinq kilomètres des mégalithes d'Ellès.
Le ville moderne du Sers (et le hameau nommé « vieux Sers »), bien que tous les deux situés à plus de dix kilomètres des ruines antiques, semblent tirer leur nom d'Assuras, elle-même nommée d'après Cérès, déesse des moissons, la production de céréales étant et demeurant essentielle pour la ville.
Assuras et toute la région sont romanisées après l'expansion romaine en Afrique du Nord qui commence lors de la défaite des Carthaginois à la bataille de Zama en 202 av. J.-C., et se poursuit graduellement vers l'intérieur des terres et la région du Haut-Tell pendant les siècles suivants.
À l'époque de la conquête arabe, il est fait référence à la ville sous le nom d'Al Arbas (الأربص) qui semble une déformation du nom latin Laribus ou Lares, le nom antique de la Colonia Aelia Augusta Lares, le village actuel d'Henchir Lorbeus,, à une douzaine de kilomètres à l'Ouest, où se trouve l'une des nombreuses citadelles byzantines classées de la région et où des fouilles de conservation ont mis au jour des mosaïques et une canalisation d'eau de l'époque romaine.
L'archéologue français Louis Déroche, remarquant la présence de la racine Zama dans le nom du site archéologique voisin de Ksar Toual Zammel (Vicus Maracitanus (en) de l'époque romaine) et l'importance des vestiges de l'époque numide, a voulu placer au Sers ou dans ses environs la capitale massyle (Cirta) et localiser l'antique Zama Regia à Ksar Toual Zammel. Cependant, cette hypothèse est largement abandonnée de nos jours et l'antique Cirta généralement localisée à Constantine en Algérie.
La ville se situe sur le territoire de la confédération tribale des Drid.